# 中村瑠衣
中村 瑠衣（なかむら るい、1986年7月10日 - ）は、日本の元歌手である。福岡県宗像市出身。

## 来歴
seiya（ギター）と2人組アニメ系音楽ユニットである「リル・キャッツ (little cats)」を組んでいた（現在は解散）。
2012年8月1日、黒田勇樹と7月10日に自身2回目の結婚をしたこと、元夫との間に5歳の男児がいることを公表した。8月30日に夫の黒田勇樹からDVを受けていることをTwitterで公表し、黒田も暴力があったことを認めた。2013年5月27日に自らのブログに離婚したことを記した。

## 出演

### モデル
- 2009:ゼクシー
- 2012:寝顔時計
- 2012:ビューモカフェ

### CM出演
- 2006:博多すぃーとぽてと

## 人物
曲調はバラード、ポップスを手がける。2012年10月にMEJIBRAYのMiAから楽曲提供が発表された。

## ディスコグラフィ
- アルバム
  - little cats（2011年7月8日発売） リル・キャッツ名義
  - ジニア（2013年1月16日配信） 中村瑠衣名義

## 書籍
- なくしたこいのうた（文芸社 2006年1月発売）　瑠衣の名義。 ISBN 978-4286008233